# Phorbia dissimilis
Phorbia dissimilis este o specie de muște din genul Phorbia, familia Anthomyiidae, descrisă de Suh și Kae Kyoung Kwon în anul 1985.
Este endemică în South Korea. Conform Catalogue of Life specia Phorbia dissimilis nu are subspecii cunoscute.